# José Antônio Barroso de Carvalho
José Antonio Barroso de Carvalho, primeiro barão e visconde do Rio Novo (, 14 de fevereiro de 1816 — Rio de Janeiro, 17 de outubro de 1869) foi um fazendeiro e político brasileiro.
Filho de Dâmaso José de Carvalho e de Magdalena Maria Barroso Pereira. Visconde do Rio Novo a 23 de julho de 1867. Era Dignitário da Imperial Ordem da Rosa e comendador da Imperial Ordem de Cristo. Casado com Mariana Claudina Pereira de Carvalho, filha de Antônio Barroso Pereira, 1.º barão de Entre-Rios, e irmã do visconde de Entre-Rios, que ao enviuvar recebe o título de Condessa do Rio Novo (16 de outubro de 1880). Foi um homem sempre preocupado com os enfermos e desvalidos. Muito fez pelo hospital de Petrópolis, além do fato de ter fundado a Santa Casa da Misericórdia de São João d’El Rey. Foi com o tio e sogro, um dos principais edificadores da igreja da Ordem do Carmo de São João d’El Rey, pois a família Barroso Pereira, tem forte tradição Carmelita que remonta aos antepassados de Salto, em terras de Barroso, Portugal. Os viscondes de Rio Novo não tiveram filhos e a Condessa do Rio Novo deixou a fortuna para instituições de caridade.
Viúva e sem filhos, a condessa, falecida a 5 de junho de 1882, em Londres, onde se encontrava em tratamento de saúde, deixou a Fazenda Cantagalo para a obra assistencial que planejara em Paraíba do Sul, a Casa de Caridade, com a recomendação de que as terras próximas à Estação de Entre-Rios (hoje essas terra compreendem o centro da cidade de Três Rios), poderiam ser aforadas para os que ali quisessem residir. Tratava com essa recomendação de garantir recursos perpétuos àquela futura casa de assistência social.
Possuía terras no bairro de Vila Isabel, no atual município de Três Rios.
Foi vereador nas câmaras municipais de Paraíba do Sul e de Petrópolis.